# النقابات المهنية في الأردن
تعود نشأة النقابات المهنية في الأردن إلى عقد الخمسينات من القرن العشرين بعد صدور الدستور الأردني لعام 1952 ميلادي؛ إذ سُمح لأصحاب المهن بتشكيل نقابات خاصة بهم. وقد نشطت النقابات المهنية في الأردن بشكل بارز ومهم في الثمانينيات والتسعينيات من القرن العشرين لمجموعة من الأسباب منها الخبرات المتراكمة في العمل النقابي وأعداد المهنيين الكبيرة من المنتسبين للنقابات وفتح باب الحريات وتعزيز الديمقراطية ومن أهم مظاهره عودة الحياة النيابية عام 1989 ميلادي وصدور قانون الأحزاب السياسية رقم 32 لعام 1992 ميلادي، ومشاركة النقابات في قضايا المجتمع الأردني وذلك من خلال عقد مؤتمرات والندوات والمحاضرات والمهرجانات والمعارض واصدار المجلات النقابية، إضافة إلى الدعم المالي الذي قدمته النقابات للمؤسسات الخيرية في الأردن لدعم الشعب العربي في فلسطين والعراق والسودان في أثناء الأزمات التي تعرضوا لها.

## أهداف النقابات
تسعى كل نقابة إلى تحقيق اهداف خاصة بها يضمنها قانون النقابة وتهدف النقابات بشكل عام إلى تحقيق أهداف عامة هي تتمثّل في تنظيم المهن وتطويرها وتقديم الخدمات الاقتصادية والاجتماعية والثقافية للاعضاء والمساهمة في عمليات البناء والتنمية من خلال صناديقها المالية والحفاظ على حقوق ومكتسبات المنتسبين إليها.